# Cima la Casina
La Cima la Casina (3.180 m s.l.m., Piz Murtaröl in tedesco), è una montagna delle Alpi della Val Müstair nelle Alpi Retiche occidentali.

## Descrizione
Si trova lungo il confine tra l'Italia (Provincia di Sondrio) e la Svizzera (Distretto di Inn).
Dal versante italiano la montagna contorna la valle di Fraele; dal versante svizzero la val Mora.